# Davide Monteleone
Davide Monteleone (* 1974 in Potenza, Region Basilicata, Italien) ist ein italienischer Fotograf und Journalist.

## Leben
Monteleone brach sein Ingenieurstudium ab, um danach Fotografie und Journalismus in den USA und in Großbritannien zu studieren. Seine Karriere als Fotograf startete im Jahre 2000, als er bei der italienischen Agentur Contrato begann. 2001 ging er als Korrespondent nach Moskau. Seit 2003 pendelt er, auch wegen seiner verschiedenen Projekte, zwischen Italien und Russland.
Seit der Veröffentlichung seines ersten Bildbandes im Jahr 2007 folgten diesem noch weitere, die zum Teil preisgekrönt wurden. Desgleichen wurden seine Fotografien international in Einzelausstellungen gezeigt. 2013 veröffentlichte er mit Hilfe der Fondation Carmignac den Bildband Spasibo mit den Ergebnissen seines Aufenthalts in Tschetschenien.
Er lebt in der Schweiz.

## Auszeichnungen und Preise
- 2006: World Press Photo Prize in der Rubrik Spot News Stories für seinen Bericht über die israelischen Bombardierungen im Libanon.
- 2008: International Photography Award in der Kategorie General News Editorial für Pakistan Turning Point
- 2008: World Press Photo Prize in der Rubrik General News Stories für seinen Bericht über Abchasien.
- 2008: Premio Marco Bastianelli für sein Buch Duscha.
- 2011: European Publishers Award for Photography für Rote Distel.
- 2012: World Press Photo Prize in der Rubrik Art single für seinen Bericht über die Milan Fashion Week.
- 2012: Fotojournalismuspreis der Fondation Carmignac, Paris für Spasibo.
- 2024: Leica Oskar Barnack Award für die Fotoserie Critical Minerals – Geography of Energy.

## Veröffentlichungen
- Duscha = Anima russa. Edizioni Postcart, 2007, ISBN 978-88-86795-33-3.
- La linea inesistente: Viaggio lungo la ex cortina di ferro. Contrasto, Rom 2009, ISBN 978-88-6965-237-0.
- Holler-ENEL Contemporanea. H+, 2012.
- Red Thistle. Dewi Lewis Publishing, Stockport, England 2012, ISBN 978-1-907893-16-2.
  - deutsch: Rote Distel. Kehrer, Heidelberg 2012, ISBN 978-3-86828-294-8. (auch in Französisch und Italienisch)
- Spasibo=Spasibo. Text in Französisch und Englisch. Kehrer, Heidelberg 2013, ISBN 978-3-86828-466-9.

## Ausstellungen
- 2007: Duscha, Rencontres d’Arles, Arles und später 2008 Palazzo delle Esposizioni, Rom.
- 2009: La Linea Inesistente, Palazzo delle Esposizioni, Rom, 2013: Ortygia, Syrakus, Sizilien.
- 2009: Ombre di Guerra, Rotonda della Besana, Mailand und 2011. Maison Européenne de la Photographie, Paris.
- 2010: Red Thistle, Castello Estense, Ferrara, sowie Museo di arte moderna e contemporanea di Trento e Rovereto, Rovereto und Lumix Festival, Hannover.
- 2012: Harragas: Haus der Photographie, Hamburg und 2013:Nobel-Friedenszentrum, Oslo.
- 2013: Spasibo, Chapelle der École nationale supérieure des beaux-arts de Paris, Paris; 2014: Museo civico Francesco Messina Studio, Mailand; Rencontres d’Arles, Hôtel de Luppé, Arles und Fotografie Forum Frankfurt, Frankfurt am Main.[1]
- 2014: Borderline Empire, Galerie Kehrer, Berlin.